# Заика, Григорий Андреевич
Григорий Андреевич Заика (1909—1960) — подполковник Советской Армии, участник Великой Отечественной войны, Герой Советского Союза (1943).

## Биография
Григорий Заика родился 13 октября 1909 года в селе Чагов (ныне — Оратовский район Винницкой области Украины). После окончания семи классов школы работал в колхозе. В 1931 году Заика был призван на службу в Рабоче-крестьянскую Красную Армию. В 1936 году он окончил ускоренные курсы младших лейтенантов при Киевском пехотном училище. С апреля 1942 года — на фронтах Великой Отечественной войны. К январю 1943 года старший лейтенант Григорий Заика командовал 5-й стрелковой ротой 272-го стрелкового полка 123-й стрелковой дивизии 67-й армии Ленинградского фронта. Отличился во время прорыва блокады Ленинграда.
Во время прорыва блокады Ленинграда рота Заики в течение семи дней беспрерывно вела бои, отбив массированные контратаки пехотных и танковых частей противника. 19 января 1943 года рота захватила укреплённые позиции противника и вышли к шоссейной дороге Синявино-8-я ГЭС. Заика лично участвовал во всех боях, уничтожив 11 вражеских солдат и офицеров, был четыре раза ранен, но продолжал сражаться.
Указом Президиума Верховного Совета СССР от 10 февраля 1943 года за «образцовое выполнение боевых заданий командования на фронте борьбы с немецкими захватчиками и проявленные при этом мужество и героизм» старший лейтенант Григорий Заика был удостоен высокого звания Героя Советского Союза с вручением ордена Ленина и медали «Золотая Звезда» за номером 887.
После окончания войны Заика продолжил службу в Советской Армии. В 1945 году он окончил курсы «Выстрел». В 1959 году в звании подполковника Заика был уволен в запас. Вернулся на родину, работал директором сельскохозяйственной базы. Умер 4 сентября 1960 года, похоронен в родном селе.
Был также награждён орденами Красного Знамени и Отечественной войны 1-й степени, рядом медалей.